# Limbo (filme)
Limbo (Brasil: 'Acorrentadas ao passado' ) é um filme estadunidense de 1972, dos gêneros drama e guerra, dirigido por Mark Robson, roteirizado por James Bridges e Joan Silver, música de Anita Kerr.

## Sinopse
Durante a Guerra do Vietnã, em solo americano, três mulheres, tentam viver, enquanto aguardam notícias sobre seus maridos, desaparecidos ou capturados em combate.

## Elenco
- Kate Jackson ……. Sandy Lawton
- Katherine Justice ……. Sharon Dornbeck
- Stuart Margolin ……. Phil Garrett
- Hazel Medina ……. Jane Work
- Kathleen Nolan ……. Mary Kay Beull
- Russell Wiggins ……. Alan Weber
- Joan Murphy ……. Margaret Holroyd